# Mario Battistella
Mario Battistella (Monteforte d'Alpone, Verona, Italia; 5 de noviembre de 1893 - 10 de octubre de 1968) fue un letrista, traductor, dramaturgo y representante artístico italiano radicado en la Argentina, autor del tango Cuartito azul, entre otros. Fue colaborador y asesor artístico de Carlos Gardel.
A los catorce años se unió a una compañía de espectáculos itinerante en la que actuaba como músico tocando el concertino y la mandolina, y con la que recorrió ciudades de Italia, Francia, Suiza y Austria, y aún muy joven, en 1910, viajó a la Argentina.

## En la Argentina
En los primeros años trabajó como traductor de francés e italiano al español para casas de música y editoras.
En 1922 escribió comedias musicales para teatro de revistas con Francisco Bohigas como compositor. Su ópera prima fue Do, re, mi, fa, sol, la, si en el teatro Variedades. Le siguieron El profesor Trombini, Aflojale que colea y Las papas están que queman. Otras obras fueron A ver quién tiene más cancha, La estatua maldita y Vengan aquí los colosos.

## En Europa
En 1929 viajó a Francia donde trabajó como traductor de las leyendas de películas del cine mudo y escribió junto a Alfredo Le Pera el guion de la película Esperame. (Andanzas de un criollo en España) de 1933, protagonizada por Carlos Gardel.
En 1931, en París, inició una relación más cercana con Gardel, a quien había conocido en 1922 en el teatro Variedades de Buenos Aires. En esa época se reunía asiduamente con Alfredo Le Pera y Gardel y así nacieron las creaciones del trío, los tangos Me da pena confesarlo, Melodía de arrabal, Estudiante, la tonada campera Mañanita de sol, el Vals de las guitarras y la zamba Criollita de mis amores, todas con letra de Battistella y Alfredo Le Pera y música de Carlos Gardel. También por esa época Batistella escribió los tangos Desdén (con Gardel), Remembranza (con Mario Melfi) y Sueño querido (con Ángel Maffia) y la canción Cuando tú no estás (con Le Pera, Gardel y Marcel Lattes).
En 1932 acompañó a Carlos Gardel en su gira por Italia, cuyo objetivo era filmar una película con tangos y canzonetas, en la que Battistella aportaría sus conocimientos como traductor, aunque finalmente ese proyecto quedó trunco. Más tarde colaboró con Le Pera en la adaptación y corrección del libreto de la película Esperame, guion de Estados Unidos mal traducido al idioma francés y con la dirección de Louis J. Gasnier. Además colaboró con la creación de letras para las canciones de la película. El trío llevó adelante el rodaje de otra película, Melodía de arrabal, con el mismo director. En ella Battistela tuvo una pequeña participación actoral junto a la actriz Imperio Argentina, haciendo el personaje de secretario. Las canciones de su autoría que interpretó Gardel en esta película fueron Melodía de arrabal, Mañanitas de sol (a dúo con Imperio Argentina) y Cuando tú no estás.

## Regreso a la Argentina
En 1933, de regreso en Buenos Aires, hizo la letra del tango Mi alhaja, compuesto en 1918 por Gardel y José Razzano, rebautizándolo como Medallita de la suerte.
Fue representante artístico de Argentino Ledesma y Edmundo Rivero. También fue director de los teatros Avenida, Bataclán, Cabildo y Mayo.
Con José Le Pera, hermano de Alfredo, escribió Carlos Gardel, su vida artístico y anecdótica, el primer libro acerca del cantor.

## Obras
Escribió canciones de varios géneros antes de crear, en 1925, Pinta brava, su primer tango, estrenado en una obra de teatro; en 1927 fue grabado por Agustín Irusta y en 1928 fue grabado por Charlo, autor de la música, y la orquesta de Francisco Canaro.
Algunas de sus letras fueron creadas sobre la base de los temas sociales vinculados a la Argentina: Al pie de la Santa Cruz, de 1933, es una crítica a la Ley de Residencia utilizada para reprimir al movimiento sindical expulsando del país a los inmigrantes que realizaran huelgas; el tango Bronca fue escrito en la época inmediatamente posterior al derrocamiento del presidente Arturo Frondizi. Además de la política, se interesaba por otro tipo de situaciones sociales: en Pa'l nene hace notar que es más «guapo» (valiente, bravo) el que trabaja que el que se presenta como el «matón» y en Pobre rico critica a aquel que escala económicamente aprovechándose de su relación con una mujer de mejor condición social.
Canto, un tango con letra y música de Battistella, fue estrenado en 1933 en la película Dancing y luego grabado en 1934 por Ernesto Famá y la orquesta de Francisco Canaro. No aflojés fue interpretada por Tita Merello en la película Morir en su ley, de 1949, del autor y director Manuel Romero. Fanny Loy canta el vals La mujer y la selva, el tango Rebeldía y la marcha Cuando se ama en la película La mujer y la selva, de 1941, con dirección de José Agustín Ferreyra.
En Sadaic, la Sociedad Argentina de Autores y Compositores, tiene registradas 254 canciones, con la identificación IPI (Interested Parties Information) n.º 2318928, que corresponde a los nombres Mario Battistella y A. Wood, su seudónimo. Algunas de sus obras:

| N.º | Título                                       | Letras                            | Música                       | Duración |  |
| 1.  | «Estudiante» (Tango)                         | Mario Battistella Alfredo Le Pera | Carlos Gardel                |          |  |
| 2.  | «Al pie de la Santa Cruz» (Tango)            | Mario Battistella                 | Enrique Pedro Delfino        |          |  |
| 3.  | «Criollita de mis amores» (Zamba)            | Mario Battistella Alfredo Le Pera | Carlos Gardel                |          |  |
| 4.  | «Mañanita de sol» (Tonada campera)           | Mario Battistella Alfredo Le Pera | Carlos Gardel                |          |  |
| 5.  | «Me da pena confesarlo» (Tango)              | Mario Battistella Alfredo Le Pera | Carlos Gardel                |          |  |
| 6.  | «Melodía de arrabal» (Tango)                 | Mario Battistella Alfredo Le Pera | Carlos Gardel                |          |  |
| 7.  | «Cuando tu no estás» (Canción)               | Mario Battistella Alfredo Le Pera | Carlos Gardel Marcel Lattes  |          |  |
| 8.  | «Desdén» (Tango)                             | Mario Battistella                 | Carlos Gardel                |          |  |
| 9.  | «Medallita de la suerte (Mi alhaja)» (Tango) | Mario Battistella                 | Carlos Gardel José Razzano   |          |  |
| 10. | «Sueño querido» (Tango)                      | Mario Battistella                 | Ángel Maffia                 |          |  |
| 11. | «Cuartito azul» (Tango)                      | Mario Battistella                 | Mariano Mores                |          |  |
| 12. | «Remembranza» (Tango)                        | Mario Battistella                 | Mario Melfi                  |          |  |
| 13. | «No aflojés» (Tango)                         | Mario Battistella                 | Pedro Maffia Sebastián Piana |          |  |
| 14. | «Tiernamente»                                |                                   | Agustín Bardi                |          |  |
| 15. | «Álzame en tus brazos» (Tango)               | Mario Battistella                 | Héctor Cruz                  |          |  |
| 16. | «El diablo en el corazón» (Shimmy)           | Mario Battistella                 | Manuel Parada                |          |  |
| 17. | «Camino al Don» (Foxtrot)                    | Mario Battistella                 | Juan Carlos Barbará          |          |  |
| 18. | «Bronca» (Tango)                             | Mario Battistella                 | Edmundo Rivero               |          |  |
| 19. | «Amores de estudiante» (Vals)                | Mario Battistella Alfredo Le Pera | Carlos Gardel                |          |  |
| 20. | «Fin de fiesta» (Tango)                      | Mario Battistella                 | Enrique Magaldo Ernesto Famá |          |  |
| 21. | «Isabel» (Foxtrot)                           | Mario Battistella                 | Adrián Russo                 |          |  |
| 22. | «Mar adentro (Navega mi velero)» (Tango)     | Mario Battistella                 | Enrique Pedro Delfino        |          |  |
| 23. | «Pa'l nene» (Tango)                          | Mario Battistella                 | Edmundo Rivero               |          |  |
| 24. | «Traviesa» (Tango)                           | Mario Battistella                 | Charlo                       |          |  |
| 25. | «Pobre rico» (Tango)                         | Mario Battistella                 | Edmundo Rivero               |          |  |
| 26. | «Mártir» (Tango)                             | Mario Battistella                 | Emilio González Ortiz        |          |  |
| 27. | «Por nuestra culpa» (Tango)                  | Mario Battistella                 | Enrique Maciel               |          |  |
| 28. | «Para vos hermano tango» (Tango)             | Mario Battistella                 | Edmundo Rivero               |          |  |
| 29. | «Pinta Brava» (Tango)                        | Mario Battistella                 | Charlo                       |          |  |
| 30. | «Pasa el amor» (Canción)                     | Mario Battistella                 | Charlo                       |          |  |
| 31. | «¿Quién eres tú?» (Vals)                     | Mario Battistella                 | Agustín Magaldi              |          |  |
| 32. | «Mariposa azul»                              | Mario Battistella                 | Mario Battistella            |          |  |
| 33. | «Canto»                                      | Mario Battistella                 | Mario Battistella            |          |  |
| 34. | «El vals de las guitarras» (Vals)            | Mario Battistella                 | Carlos Gardel                |          |  |
| 35. | «La mujer y la selva» (Vals)                 | Mario Battistella                 | Joaquín Mora                 |          |  |
| 36. | «Rebeldía» (tango)                           | Mario Battistella                 | Joaquín Mora                 |          |  |
| 37. | «Cuando se ama» (Marcha)                     | Mario Battistella                 | Joaquín Mora                 |          |  |